# Ecuación de Cauchy-Euler
En matemáticas, la ecuación ecuación de Cauchy-Euler, o ecuación de Euler-Cauchy, o simplemente ecuación de Euler, es una ecuación diferencial ordinaria homogénea con coeficientes variables de la forma:
{\displaystyle x^{n}y^{(n)}(x)+a_{1}x^{n-1}y^{(n-1)}(x)+\ldots +a_{n-1}xy'(x)+a_{n}y(x)=0}
La sustitución {\displaystyle x=e^{u}} muestra que la búsqueda de soluciones para este tipo de ecuación diferencial se puede reducir a resolver una ecuación diferencial lineal con coeficientes constantes. De esta observación se sigue que las soluciones de las ecuaciones homogéneas de Euler pueden escribirse como combinaciones lineales de funciones de la forma:
{\displaystyle x^{\lambda }\log ^{m}x}
donde {\displaystyle \lambda } es un número complejo y {\displaystyle m} es un número entero no negativo.
En su forma más general (no homogénea):
{\displaystyle \sum _{i=0}^{n}a_{i}x^{i}y^{(i)}(x)=f(x)\qquad a_{n}\neq 0}
fue estudiada por Euler a partir de 1740.

## Ecuación de segundo orden
La ecuación de Euler más común es la de segundo grado:
{\displaystyle x^{2}y''+a_{1}xy'+a_{2}y=0}
donde a {\displaystyle a_{1}} e {\displaystyle a_{2}} son números reales. Se utiliza en varios contextos, por ejemplo, en el estudio de la ecuación de Laplace.
Suponiendo que la ecuación admite una solución trivial del tipo:
{\displaystyle y=x^{m}}
diferenciando tenemos:
{\displaystyle {\frac {dy}{dx}}=mx^{m-1}\qquad {\frac {d^{2}y}{dx^{2}}}=m(m-1)x^{m-2}}
Sustituyendo en la ecuación inicial:
{\displaystyle x^{2}(m(m-1)x^{m-2})+a_{1}x(mx^{m-1})+a_{2}(x^{m})=0}
y reordenando los términos:
{\displaystyle m^{2}+(a_{1}-1)m+a_{2}=0}
Ahora se puede resolver en función de {\displaystyle m}, obteniendo tres casos de particular interés:
- Caso 1: hay dos raíces distintas {\displaystyle m_{1}} y {\displaystyle m_{2}}.
- Caso 2: tenemos una raíz real múltiple {\displaystyle m}.
- Caso 3: tenemos dos raíces complejas {\displaystyle m_{1,2}=\alpha \pm i\beta }

En el primer caso la solución es:
{\displaystyle y=c_{1}x^{m_{1}}+c_{2}x^{m_{2}}}
En el segundo es:
{\displaystyle y=c_{1}x^{m}\ln(x)+c_{2}x^{m}}
Para obtener esta solución debemos aplicar el método de reducción de orden después de encontrar una solución {\displaystyle y=x^{m}}.
En el tercer caso la solución es:
{\displaystyle y=c_{1}x^{\alpha }\cos(\beta \ln(x))+c_{2}x^{\alpha }\sin(\beta \ln(x))}
con:
{\displaystyle \alpha =\mathop {\rm {Re}} (m)\qquad \beta =\mathop {\rm {Im}} (m)}
Para {\displaystyle c_{1}\,} y {\displaystyle c_{2}\,} en el plano real. Esta forma se obtiene estableciendo {\displaystyle x=e^{t}} y usando la fórmula de Euler.